# ميلان-سان ريمو 2025
ميلان-سان ريمو 2025 (بالإيطالية: Milano-Sanremo 2025) هو سباق دراجات هوائية، وهو الموسم 116 من ميلان-سان ريمو، وأقيم في 22 مارس 2025 ضمن سباقات طواف العالم للدراجات 2025.
فاز بالمركز الأول ماثيو فان دير بيل، وحلَّ في المركز الثاني فيليبو غانا، بينما جاء تادي بوجار في المركز الثالث.

## الفرق
| فرق عالمية (18)- EF Education-EasyPost - Alpecin-Deceuninck - Arkéa-B&B Hotels - XDS Astana Team - Bahrain-Victorious - Cofidis - Decathlon AG2R La Mondiale Team - Groupama-FDJ - Ineos Grenadiers - Intermarché-Wanty - Lidl-Trek - Movistar Team - Red Bull-BORA-hansgrohe - Soudal Quick-Step - Team Picnic-PostNL - Team Jayco AlUla - Team Visma \| Lease a Bike - UAE Team Emirates XRG فرق برو (7)- أونو-إكس موبيليتي ‏ - Lotto - فريق الدراجات Q36.5 ‏ - Israel-Premier Tech - Team Solution Tech–Vini Fantini ‏ - سويس ريسينغ أكادمي ‏ - VF Group-Bardiani CSF-Faizanè |  |
| |  |

## المشاركون
| Alpecin-Deceuninck ADC                             | Alpecin-Deceuninck ADC | Alpecin-Deceuninck ADC |
| -------------------------------------------------- | ---------------------- | ---------------------- |
| م                                                  | عداء                   | مرتبة                  |
| 1                                                  | جاسبر فيليبسين         | 163                    |
| 2                                                  | سيلفان ديلير           | لم يكمل السباق         |
| 3                                                  | Kaden Groves ‏          | 5                      |
| 4                                                  | كوينتن هيرمانز         | 45                     |
| 5                                                  | شاندرو ميوريس          | 140                    |
| 6                                                  | Oscar Riesebeek ‏       | 167                    |
| 7                                                  | ماثيو فان دير بيل      | 1                      |
| مدير الرياضة: Christoph Roodhooft ‏, فريدريك ويليمز |                        |                        |

| Arkéa-B&B Hotels ARK                         | Arkéa-B&B Hotels ARK | Arkéa-B&B Hotels ARK |
| -------------------------------------------- | -------------------- | -------------------- |
| م                                            | عداء                 | مرتبة                |
| 11                                           | Kévin Vauquelin ‏     | 41                   |
| 12                                           | أنتوني ديلابلاسي     | 75                   |
| 13                                           | Raúl García Pierna ‏  | 82                   |
| 14                                           | Thibault Guernalec ‏  | 70                   |
| 15                                           | Victor Guernalec ‏    | 104                  |
| 16                                           | Mathis Le Berre ‏     | 158                  |
| 17                                           | Alessandro Verre ‏    | 160                  |
| مدير الرياضة: سيباستيان هينو, Yvon Ledanois ‏ |                      |                      |

| Bahrain Victorious TBV                      | Bahrain Victorious TBV | Bahrain Victorious TBV |
| ------------------------------------------- | ---------------------- | ---------------------- |
| م                                           | عداء                   | مرتبة                  |
| 21                                          | ماتج موهوريك           | 100                    |
| 22                                          | داميانو كاروسو         | 80                     |
| 23                                          | Kamil Gradek ‏          | 123                    |
| 24                                          | أندريا باسكولون        | 108                    |
| 25                                          | روبرت ستانارد          | 50                     |
| 26                                          | فرد رايت               | 10                     |
| 27                                          | Edoardo Zambanini ‏     | 18                     |
| مدير الرياضة: فرانكو بليزوتي, سوني كولبريلي |                        |                        |

| Cofidis COF                   | Cofidis COF                    | Cofidis COF |
| ----------------------------- | ------------------------------ | ----------- |
| م                             | عداء                           | مرتبة       |
| 31                            | اليكس ارانبورو (طريق)          | 15          |
| 32                            | Jonathan Lastra ‏               | 73          |
| 33                            | Jan Maas (cyclist, born 1996) ‏ | 118         |
| 34                            | Nolann Mahoudo ‏                | 121         |
| 35                            | Paul Ourselin ‏                 | 116         |
| 36                            | سيرجيو ساميتيير                | 125         |
| 37                            | دامين توزي                     | 164         |
| مدير الرياضة: , بنجن فرنانديز |                                |             |

| Decathlon-AG2R La Mondiale DAT                 | Decathlon-AG2R La Mondiale DAT | Decathlon-AG2R La Mondiale DAT |
| ---------------------------------------------- | ------------------------------ | ------------------------------ |
| م                                              | عداء                           | مرتبة                          |
| 41                                             | أوليفر ناسن                    | 78                             |
| 42                                             | Bastien Tronchon ‏              | 151                            |
| 43                                             | Sander De Pestel ‏              | 95                             |
| 44                                             | Pierre Gautherat ‏              | 52                             |
| 45                                             | تورد غودميستاد ‏                | 54                             |
| 46                                             | Victor Lafay ‏                  | 34                             |
| 47                                             | Aurélien Paret-Peintre ‏        | 150                            |
| مدير الرياضة: Nicolas Guillé‏, أرتوراس كاسبوتيس |                                |                                |

| EF Education-EasyPost EFE                   | EF Education-EasyPost EFE | EF Education-EasyPost EFE |
| ------------------------------------------- | ------------------------- | ------------------------- |
| م                                           | عداء                      | مرتبة                     |
| 51                                          | نيلسون بوولس              | 37                        |
| 52                                          | فينتشنزو ألبانيز          | 27                        |
| 53                                          | ميكيل فروليش أونوريه      | 17                        |
| 54                                          | Alastair Mackellar ‏       | 154                       |
| 55                                          | Madis Mihkels             | 66                        |
| 56                                          | Harry Sweeny ‏             | 89                        |
| 57                                          | Max Walker (cyclist) ‏     | 128                       |
| مدير الرياضة: أندرياس كلير, تشارلز ويجيليوس |                           |                           |

| Groupama-FDJ GFC                | Groupama-FDJ GFC      | Groupama-FDJ GFC |
| ------------------------------- | --------------------- | ---------------- |
| م                               | عداء                  | مرتبة            |
| 61                              | رومان جريجوار         | 30               |
| 62                              | Lewis Askey ‏          | 137              |
| 63                              | Sven Erik Bystrøm ‏    | 94               |
| 64                              | Kevin Geniets ‏ (طريق) | 86               |
| 65                              | Thibaud Gruel ‏        | 97               |
| 66                              | كوينتين باشر          | 29               |
| 67                              | كليمنت روسو           | 136              |
| مدير الرياضة: Philippe Mauduit ‏ |                       |                  |

| Ineos Grenadiers IGD          | Ineos Grenadiers IGD | Ineos Grenadiers IGD |
| ----------------------------- | -------------------- | -------------------- |
| م                             | عداء                 | مرتبة                |
| 71                            | فيليبو غانا          | 2                    |
| 72                            | توبياس فوس           | 43                   |
| 73                            | Axel Laurance ‏       | 44                   |
| 74                            | بن سويفت             | 130                  |
| 75                            | كونور سويفت          | 132                  |
| 76                            | جيرانت توماس         | 110                  |
| 77                            | بن تورنر             | 157                  |
| مدير الرياضة: Oliver Cookson ‏ |                      |                      |

| Intermarché-Wanty IWA                   | Intermarché-Wanty IWA | Intermarché-Wanty IWA |
| --------------------------------------- | --------------------- | --------------------- |
| م                                       | عداء                  | مرتبة                 |
| 81                                      | بينيام جيرماي         | 14                    |
| 82                                      | Francesco Busatto ‏    | 58                    |
| 83                                      | Tom Paquot ‏           | 166                   |
| 84                                      | Laurenz Rex ‏          | 162                   |
| 85                                      | Jonas Rutsch ‏         | 38                    |
| 86                                      | Luca Van Boven ‏       | 53                    |
| 87                                      | Taco van der Hoorn ‏   | 139                   |
| مدير الرياضة: بارت ويلنس, Aike Visbeek ‏ |                       |                       |

| Israel-Premier Tech IPT                   | Israel-Premier Tech IPT | Israel-Premier Tech IPT |
| ----------------------------------------- | ----------------------- | ----------------------- |
| م                                         | عداء                    | مرتبة                   |
| 91                                        | سيمون كلارك             | لم يبدأ                 |
| 92                                        | Pier-André Côté ‏        | 98                      |
| 93                                        | Marco Frigo ‏            | 112                     |
| 94                                        | جاكوب فوجلسانج          | 83                      |
| 95                                        | Matis Louvel ‏           | 51                      |
| 96                                        | جيك ستيوارت             | 92                      |
| 97                                        | كوربين سترونغ           | 12                      |
| مدير الرياضة: سام بولي, Francesco Frassi ‏ |                         |                         |

| Lidl-Trek LTK                             | Lidl-Trek LTK   | Lidl-Trek LTK |
| ----------------------------------------- | --------------- | ------------- |
| م                                         | عداء            | مرتبة         |
| 101                                       | جاسبر ستوفين    | 23            |
| 102                                       | جوليو سيكوني    | 47            |
| 103                                       | Andrea Bagioli ‏ | 119           |
| 104                                       | اليكس كيرش      | 46            |
| 105                                       | جوناثان ميلان   | 81            |
| 106                                       | Jacopo Mosca ‏   | 120           |
| 107                                       | مادس بيدرسن     | 7             |
| مدير الرياضة: كيم أندرسون, Adriano Baffi ‏ |                 |               |

| Lotto LOT                               | Lotto LOT                  | Lotto LOT |
| --------------------------------------- | -------------------------- | --------- |
| م                                       | عداء                       | مرتبة     |
| 111                                     | Jenno Berckmoes ‏           | 60        |
| 112                                     | Cédric Beullens ‏           | لم يبدأ   |
| 113                                     | Jarrad Drizners ‏           | 149       |
| 114                                     | Joshua Giddings (cyclist) ‏ | 148       |
| 115                                     | سيباستيان غرينيار ‏         | 103       |
| 116                                     | Arjen Livyns ‏              | 25        |
| 117                                     | Baptiste Veistroffer ‏      | 114       |
| مدير الرياضة: نيكولاس مايس, كورت فان دي |                            |           |

| Movistar Team MOV          | Movistar Team MOV | Movistar Team MOV |
| -------------------------- | ----------------- | ----------------- |
| م                          | عداء              | مرتبة             |
| 121                        | إيفان غارسيا      | 21                |
| 122                        | Orluis Aular ‏     | 28                |
| 123                        | Jon Barrenetxea ‏  | 20                |
| 124                        | Carlos Canal ‏     | 31                |
| 125                        | Lorenzo Milesi ‏   | 65                |
| 126                        | غونزالو سيرانو    | 62                |
| 127                        | Manlio Moro ‏      | 142               |
| مدير الرياضة: ماكس سياندري |                   |                   |

| فريق الدراجات Q36.5 ‏ Q36                          | فريق الدراجات Q36.5 ‏ Q36 | فريق الدراجات Q36.5 ‏ Q36 |
| ------------------------------------------------- | ------------------------ | ------------------------ |
| م                                                 | عداء                     | مرتبة                    |
| 131                                               | توم بيدكوك               | 40                       |
| 132                                               | Xabier Azparren ‏         | 144                      |
| 133                                               | Fabio Christen ‏          | 63                       |
| 134                                               | مارك دونوفان             | 105                      |
| 135                                               | Emīls Liepiņš ‏ (طريق)    | 126                      |
| 136                                               | Milan Vader ‏             | 96                       |
| 137                                               | Nickolas Zukowsky ‏       | 71                       |
| مدير الرياضة: Gabriele Missaglia ‏, Alex Sans Vega‏ |                          |                          |

| Red Bull-Bora-Hansgrohe RBH                 | Red Bull-Bora-Hansgrohe RBH | Red Bull-Bora-Hansgrohe RBH |
| ------------------------------------------- | --------------------------- | --------------------------- |
| م                                           | عداء                        | مرتبة                       |
| 141                                         | Maxim Van Gils ‏             | 19                          |
| 142                                         | Roger Adrià ‏                | 24                          |
| 143                                         | Filip Maciejuk ‏             | 159                         |
| 144                                         | جياني موسكون                | 99                          |
| 145                                         | ريان مولين                  | 156                         |
| 146                                         | Laurence Pithie ‏            | 48                          |
| 147                                         | داني فان بوبيل              | 141                         |
| مدير الرياضة: برنارد إيسل, إنريكو جاسباروتو |                             |                             |

| Team Solution Tech–Vini Fantini ‏ TFT | Team Solution Tech–Vini Fantini ‏ TFT | Team Solution Tech–Vini Fantini ‏ TFT |
| ------------------------------------ | ------------------------------------ | ------------------------------------ |
| م                                    | عداء                                 | مرتبة                                |
| 151                                  | كريستيان سباراغلي                    | 138                                  |
| 152                                  | Felix James Meo ‏                     | 168                                  |
| 153                                  | روبرتو غونزاليس ‏                     | 102                                  |
| 154                                  | ITA                                  | لم يكمل السباق                       |
| 155                                  | Dušan Rajović ‏                       | 61                                   |
| 156                                  | مارك ستيوارت                         | 152                                  |
| 157                                  | Kyrylo Tsarenko ‏                     | 79                                   |
| مدير الرياضة: Serge Parsani ‏         |                                      |                                      |

| Soudal Quick-Step SOQ                        | Soudal Quick-Step SOQ | Soudal Quick-Step SOQ |
| -------------------------------------------- | --------------------- | --------------------- |
| م                                            | عداء                  | مرتبة                 |
| 161                                          | ماكسيميليان شاخمان    | 33                    |
| 162                                          | Ayco Bastiaens ‏       | 147                   |
| 163                                          | ماتيا كاتانيو         | 88                    |
| 164                                          | جوزيف سيرني           | 129                   |
| 165                                          | كاسبر بيدرسين         | 26                    |
| 166                                          | Pepijn Reinderink ‏    | 107                   |
| 167                                          | Martin Svrček ‏        | لم يكمل السباق        |
| مدير الرياضة: Davide Bramati ‏, ويلفريد بيترز |                       |                       |

| Team Jayco AlUla JAY                    | Team Jayco AlUla JAY | Team Jayco AlUla JAY |
| --------------------------------------- | -------------------- | -------------------- |
| م                                       | عداء                 | مرتبة                |
| 171                                     | مايكل ماثيوز         | 4                    |
| 172                                     | Davide De Pretto ‏    | 74                   |
| 173                                     | فيليكس إنغلهارت      | 153                  |
| 174                                     | باتريك غامبر         | 155                  |
| 175                                     | ماورو شميد (طريق)    | 32                   |
| 176                                     | جاشا سوتيرلين        | 115                  |
| 177                                     | فيليبو زانا          | 49                   |
| مدير الرياضة: ماثيو هيمان, فاليريو بيفا |                      |                      |

| Team Picnic-PostNL TPP        | Team Picnic-PostNL TPP | Team Picnic-PostNL TPP |
| ----------------------------- | ---------------------- | ---------------------- |
| م                             | عداء                   | مرتبة                  |
| 181                           | جون ديجينكولب          | 64                     |
| 182                           | وارن بارجويل           | 84                     |
| 183                           | رومان كومبو            | 131                    |
| 184                           | شون فلين ‏              | 93                     |
| 185                           | كريس هاميلتون          | 91                     |
| 186                           | Bjoern Koerdt ‏         | 90                     |
| 187                           | Kevin Vermaerke ‏       | 76                     |
| مدير الرياضة: Matthew Winston‏ |                        |                        |

| Team Visma \| Lease a Bike TVL        | Team Visma \| Lease a Bike TVL | Team Visma \| Lease a Bike TVL |
| ------------------------------------- | ------------------------------ | ------------------------------ |
| م                                     | عداء                           | مرتبة                          |
| 191                                   | Olav Kooij ‏                    | 8                              |
| 192                                   | فكتور كامبنارتس                | 87                             |
| 193                                   | دانيال مكلاي                   | 146                            |
| 194                                   | Ben Tulett ‏                    | 16                             |
| 195                                   | أتيلا فالتر (طريق)             | 35                             |
| 196                                   | توش فان دير ساندي              | 145                            |
| 197                                   | Axel Zingle ‏                   | 109                            |
| مدير الرياضة: آدي انجلز, مارتن ينانتس |                                |                                |

| سويس ريسينغ أكادمي ‏ TUD                   | سويس ريسينغ أكادمي ‏ TUD | سويس ريسينغ أكادمي ‏ TUD |
| ----------------------------------------- | ----------------------- | ----------------------- |
| م                                         | عداء                    | مرتبة                   |
| 201                                       | جوليان ألافيليب         | 42                      |
| 202                                       | Marco Brenner ‏ (طريق)   | 127                     |
| 203                                       | ماركو هالر              | 72                      |
| 204                                       | ألكسندر كرايغر          | 165                     |
| 205                                       | Fabian Lienhard ‏        | 133                     |
| 206                                       | ريك بلومرز ‏             | 36                      |
| 207                                       | ماتيو ترينتين           | 9                       |
| مدير الرياضة: ماتيو توساتو, Claudio Cozzi‏ |                         |                         |

| UAE Team Emirates XRG UAD                     | UAE Team Emirates XRG UAD | UAE Team Emirates XRG UAD |
| --------------------------------------------- | ------------------------- | ------------------------- |
| م                                             | عداء                      | مرتبة                     |
| 211                                           | تادي بوجار (طريق)         | 3                         |
| 212                                           | إسحاق ديل تورو ‏           | 13                        |
| 213                                           | فيجارد ستيك لاينجن        | 169                       |
| 214                                           | جوناتان نارفيز (طريق)     | 85                        |
| 215                                           | دومين نوفاك (طريق)        | لم يكمل السباق            |
| 216                                           | Nils Politt ‏              | 134                       |
| 217                                           | تيم فيلانز                | 106                       |
| مدير الرياضة: Andrej Hauptman ‏, ماركو مارزانو |                           |                           |

| أونو-إكس موبيليتي ‏ UXM  | أونو-إكس موبيليتي ‏ UXM      | أونو-إكس موبيليتي ‏ UXM |
| ----------------------- | --------------------------- | ---------------------- |
| م                       | عداء                        | مرتبة                  |
| 221                     | ماغنوس كورت نيلسن           | 6                      |
| 222                     | جوناس إبراهمسين ‏            | 135                    |
| 223                     | Fredrik Dversnes ‏           | 56                     |
| 224                     | ماركوس هويلجارد (طريق)      | 59                     |
| 225                     | Anders Halland Johannessen ‏ | 117                    |
| 226                     | توبياس هالاند يوهانسن       | 39                     |
| 227                     | أندرس سكارسيث               | 122                    |
| مدير الرياضة: جبريل راش |                             |                        |

| VF Group-Bardiani CSF-Faizanè VBF | VF Group-Bardiani CSF-Faizanè VBF | VF Group-Bardiani CSF-Faizanè VBF |
| --------------------------------- | --------------------------------- | --------------------------------- |
| م                                 | عداء                              | مرتبة                             |
| 231                               | Filippo Fiorelli ‏                 | 69                                |
| 232                               | Martin Marcellusi ‏                | 124                               |
| 233                               | Alessio Martinelli ‏               | 113                               |
| 234                               | Luca Paletti ‏                     | 111                               |
| 235                               | Vicente Rojas ‏                    | 77                                |
| 236                               | Manuele Tarozzi ‏                  | 101                               |
| 237                               | Filippo Turconi ‏                  | 161                               |
| مدير الرياضة: أليساندرو دوناتي,   |                                   |                                   |

| XDS Astana Team XAT                            | XDS Astana Team XAT | XDS Astana Team XAT |
| ---------------------------------------------- | ------------------- | ------------------- |
| م                                              | عداء                | مرتبة               |
| 241                                            | ألبرتو بيتول (طريق) | 57                  |
| 242                                            | دافيد باليريني      | 55                  |
| 243                                            | Yevgeniy Fedorov ‏   | 68                  |
| 244                                            | مايك تيونسين        | 11                  |
| 245                                            | دييغو يليسي         | 67                  |
| 246                                            | بيترو فيلاسكو       | 22                  |
| 247                                            | Nicolas Vinokurov ‏  | 143                 |
| مدير الرياضة: Alexandr Shefer ‏, ستيفانو زانيني |                     |                     |

| Alpecin-Deceuninck ADC                             | Alpecin-Deceuninck ADC | Alpecin-Deceuninck ADC |
| -------------------------------------------------- | ---------------------- | ---------------------- |
| م                                                  | عداء                   | مرتبة                  |
| 1                                                  | جاسبر فيليبسين         | 163                    |
| 2                                                  | سيلفان ديلير           | لم يكمل السباق         |
| 3                                                  | Kaden Groves ‏          | 5                      |
| 4                                                  | كوينتن هيرمانز         | 45                     |
| 5                                                  | شاندرو ميوريس          | 140                    |
| 6                                                  | Oscar Riesebeek ‏       | 167                    |
| 7                                                  | ماثيو فان دير بيل      | 1                      |
| مدير الرياضة: Christoph Roodhooft ‏, فريدريك ويليمز |                        |                        |

| Arkéa-B&B Hotels ARK                         | Arkéa-B&B Hotels ARK | Arkéa-B&B Hotels ARK |
| -------------------------------------------- | -------------------- | -------------------- |
| م                                            | عداء                 | مرتبة                |
| 11                                           | Kévin Vauquelin ‏     | 41                   |
| 12                                           | أنتوني ديلابلاسي     | 75                   |
| 13                                           | Raúl García Pierna ‏  | 82                   |
| 14                                           | Thibault Guernalec ‏  | 70                   |
| 15                                           | Victor Guernalec ‏    | 104                  |
| 16                                           | Mathis Le Berre ‏     | 158                  |
| 17                                           | Alessandro Verre ‏    | 160                  |
| مدير الرياضة: سيباستيان هينو, Yvon Ledanois ‏ |                      |                      |

| Bahrain Victorious TBV                      | Bahrain Victorious TBV | Bahrain Victorious TBV |
| ------------------------------------------- | ---------------------- | ---------------------- |
| م                                           | عداء                   | مرتبة                  |
| 21                                          | ماتج موهوريك           | 100                    |
| 22                                          | داميانو كاروسو         | 80                     |
| 23                                          | Kamil Gradek ‏          | 123                    |
| 24                                          | أندريا باسكولون        | 108                    |
| 25                                          | روبرت ستانارد          | 50                     |
| 26                                          | فرد رايت               | 10                     |
| 27                                          | Edoardo Zambanini ‏     | 18                     |
| مدير الرياضة: فرانكو بليزوتي, سوني كولبريلي |                        |                        |

| Cofidis COF                   | Cofidis COF                    | Cofidis COF |
| ----------------------------- | ------------------------------ | ----------- |
| م                             | عداء                           | مرتبة       |
| 31                            | اليكس ارانبورو (طريق)          | 15          |
| 32                            | Jonathan Lastra ‏               | 73          |
| 33                            | Jan Maas (cyclist, born 1996) ‏ | 118         |
| 34                            | Nolann Mahoudo ‏                | 121         |
| 35                            | Paul Ourselin ‏                 | 116         |
| 36                            | سيرجيو ساميتيير                | 125         |
| 37                            | دامين توزي                     | 164         |
| مدير الرياضة: , بنجن فرنانديز |                                |             |

| Decathlon-AG2R La Mondiale DAT                 | Decathlon-AG2R La Mondiale DAT | Decathlon-AG2R La Mondiale DAT |
| ---------------------------------------------- | ------------------------------ | ------------------------------ |
| م                                              | عداء                           | مرتبة                          |
| 41                                             | أوليفر ناسن                    | 78                             |
| 42                                             | Bastien Tronchon ‏              | 151                            |
| 43                                             | Sander De Pestel ‏              | 95                             |
| 44                                             | Pierre Gautherat ‏              | 52                             |
| 45                                             | تورد غودميستاد ‏                | 54                             |
| 46                                             | Victor Lafay ‏                  | 34                             |
| 47                                             | Aurélien Paret-Peintre ‏        | 150                            |
| مدير الرياضة: Nicolas Guillé‏, أرتوراس كاسبوتيس |                                |                                |

| EF Education-EasyPost EFE                   | EF Education-EasyPost EFE | EF Education-EasyPost EFE |
| ------------------------------------------- | ------------------------- | ------------------------- |
| م                                           | عداء                      | مرتبة                     |
| 51                                          | نيلسون بوولس              | 37                        |
| 52                                          | فينتشنزو ألبانيز          | 27                        |
| 53                                          | ميكيل فروليش أونوريه      | 17                        |
| 54                                          | Alastair Mackellar ‏       | 154                       |
| 55                                          | Madis Mihkels             | 66                        |
| 56                                          | Harry Sweeny ‏             | 89                        |
| 57                                          | Max Walker (cyclist) ‏     | 128                       |
| مدير الرياضة: أندرياس كلير, تشارلز ويجيليوس |                           |                           |

| Groupama-FDJ GFC                | Groupama-FDJ GFC      | Groupama-FDJ GFC |
| ------------------------------- | --------------------- | ---------------- |
| م                               | عداء                  | مرتبة            |
| 61                              | رومان جريجوار         | 30               |
| 62                              | Lewis Askey ‏          | 137              |
| 63                              | Sven Erik Bystrøm ‏    | 94               |
| 64                              | Kevin Geniets ‏ (طريق) | 86               |
| 65                              | Thibaud Gruel ‏        | 97               |
| 66                              | كوينتين باشر          | 29               |
| 67                              | كليمنت روسو           | 136              |
| مدير الرياضة: Philippe Mauduit ‏ |                       |                  |

| Ineos Grenadiers IGD          | Ineos Grenadiers IGD | Ineos Grenadiers IGD |
| ----------------------------- | -------------------- | -------------------- |
| م                             | عداء                 | مرتبة                |
| 71                            | فيليبو غانا          | 2                    |
| 72                            | توبياس فوس           | 43                   |
| 73                            | Axel Laurance ‏       | 44                   |
| 74                            | بن سويفت             | 130                  |
| 75                            | كونور سويفت          | 132                  |
| 76                            | جيرانت توماس         | 110                  |
| 77                            | بن تورنر             | 157                  |
| مدير الرياضة: Oliver Cookson ‏ |                      |                      |

| Intermarché-Wanty IWA                   | Intermarché-Wanty IWA | Intermarché-Wanty IWA |
| --------------------------------------- | --------------------- | --------------------- |
| م                                       | عداء                  | مرتبة                 |
| 81                                      | بينيام جيرماي         | 14                    |
| 82                                      | Francesco Busatto ‏    | 58                    |
| 83                                      | Tom Paquot ‏           | 166                   |
| 84                                      | Laurenz Rex ‏          | 162                   |
| 85                                      | Jonas Rutsch ‏         | 38                    |
| 86                                      | Luca Van Boven ‏       | 53                    |
| 87                                      | Taco van der Hoorn ‏   | 139                   |
| مدير الرياضة: بارت ويلنس, Aike Visbeek ‏ |                       |                       |

| Israel-Premier Tech IPT                   | Israel-Premier Tech IPT | Israel-Premier Tech IPT |
| ----------------------------------------- | ----------------------- | ----------------------- |
| م                                         | عداء                    | مرتبة                   |
| 91                                        | سيمون كلارك             | لم يبدأ                 |
| 92                                        | Pier-André Côté ‏        | 98                      |
| 93                                        | Marco Frigo ‏            | 112                     |
| 94                                        | جاكوب فوجلسانج          | 83                      |
| 95                                        | Matis Louvel ‏           | 51                      |
| 96                                        | جيك ستيوارت             | 92                      |
| 97                                        | كوربين سترونغ           | 12                      |
| مدير الرياضة: سام بولي, Francesco Frassi ‏ |                         |                         |

| Lidl-Trek LTK                             | Lidl-Trek LTK   | Lidl-Trek LTK |
| ----------------------------------------- | --------------- | ------------- |
| م                                         | عداء            | مرتبة         |
| 101                                       | جاسبر ستوفين    | 23            |
| 102                                       | جوليو سيكوني    | 47            |
| 103                                       | Andrea Bagioli ‏ | 119           |
| 104                                       | اليكس كيرش      | 46            |
| 105                                       | جوناثان ميلان   | 81            |
| 106                                       | Jacopo Mosca ‏   | 120           |
| 107                                       | مادس بيدرسن     | 7             |
| مدير الرياضة: كيم أندرسون, Adriano Baffi ‏ |                 |               |

| Lotto LOT                               | Lotto LOT                  | Lotto LOT |
| --------------------------------------- | -------------------------- | --------- |
| م                                       | عداء                       | مرتبة     |
| 111                                     | Jenno Berckmoes ‏           | 60        |
| 112                                     | Cédric Beullens ‏           | لم يبدأ   |
| 113                                     | Jarrad Drizners ‏           | 149       |
| 114                                     | Joshua Giddings (cyclist) ‏ | 148       |
| 115                                     | سيباستيان غرينيار ‏         | 103       |
| 116                                     | Arjen Livyns ‏              | 25        |
| 117                                     | Baptiste Veistroffer ‏      | 114       |
| مدير الرياضة: نيكولاس مايس, كورت فان دي |                            |           |

| Movistar Team MOV          | Movistar Team MOV | Movistar Team MOV |
| -------------------------- | ----------------- | ----------------- |
| م                          | عداء              | مرتبة             |
| 121                        | إيفان غارسيا      | 21                |
| 122                        | Orluis Aular ‏     | 28                |
| 123                        | Jon Barrenetxea ‏  | 20                |
| 124                        | Carlos Canal ‏     | 31                |
| 125                        | Lorenzo Milesi ‏   | 65                |
| 126                        | غونزالو سيرانو    | 62                |
| 127                        | Manlio Moro ‏      | 142               |
| مدير الرياضة: ماكس سياندري |                   |                   |

| فريق الدراجات Q36.5 ‏ Q36                          | فريق الدراجات Q36.5 ‏ Q36 | فريق الدراجات Q36.5 ‏ Q36 |
| ------------------------------------------------- | ------------------------ | ------------------------ |
| م                                                 | عداء                     | مرتبة                    |
| 131                                               | توم بيدكوك               | 40                       |
| 132                                               | Xabier Azparren ‏         | 144                      |
| 133                                               | Fabio Christen ‏          | 63                       |
| 134                                               | مارك دونوفان             | 105                      |
| 135                                               | Emīls Liepiņš ‏ (طريق)    | 126                      |
| 136                                               | Milan Vader ‏             | 96                       |
| 137                                               | Nickolas Zukowsky ‏       | 71                       |
| مدير الرياضة: Gabriele Missaglia ‏, Alex Sans Vega‏ |                          |                          |

| Red Bull-Bora-Hansgrohe RBH                 | Red Bull-Bora-Hansgrohe RBH | Red Bull-Bora-Hansgrohe RBH |
| ------------------------------------------- | --------------------------- | --------------------------- |
| م                                           | عداء                        | مرتبة                       |
| 141                                         | Maxim Van Gils ‏             | 19                          |
| 142                                         | Roger Adrià ‏                | 24                          |
| 143                                         | Filip Maciejuk ‏             | 159                         |
| 144                                         | جياني موسكون                | 99                          |
| 145                                         | ريان مولين                  | 156                         |
| 146                                         | Laurence Pithie ‏            | 48                          |
| 147                                         | داني فان بوبيل              | 141                         |
| مدير الرياضة: برنارد إيسل, إنريكو جاسباروتو |                             |                             |

| Team Solution Tech–Vini Fantini ‏ TFT | Team Solution Tech–Vini Fantini ‏ TFT | Team Solution Tech–Vini Fantini ‏ TFT |
| ------------------------------------ | ------------------------------------ | ------------------------------------ |
| م                                    | عداء                                 | مرتبة                                |
| 151                                  | كريستيان سباراغلي                    | 138                                  |
| 152                                  | Felix James Meo ‏                     | 168                                  |
| 153                                  | روبرتو غونزاليس ‏                     | 102                                  |
| 154                                  | ITA                                  | لم يكمل السباق                       |
| 155                                  | Dušan Rajović ‏                       | 61                                   |
| 156                                  | مارك ستيوارت                         | 152                                  |
| 157                                  | Kyrylo Tsarenko ‏                     | 79                                   |
| مدير الرياضة: Serge Parsani ‏         |                                      |                                      |

| Soudal Quick-Step SOQ                        | Soudal Quick-Step SOQ | Soudal Quick-Step SOQ |
| -------------------------------------------- | --------------------- | --------------------- |
| م                                            | عداء                  | مرتبة                 |
| 161                                          | ماكسيميليان شاخمان    | 33                    |
| 162                                          | Ayco Bastiaens ‏       | 147                   |
| 163                                          | ماتيا كاتانيو         | 88                    |
| 164                                          | جوزيف سيرني           | 129                   |
| 165                                          | كاسبر بيدرسين         | 26                    |
| 166                                          | Pepijn Reinderink ‏    | 107                   |
| 167                                          | Martin Svrček ‏        | لم يكمل السباق        |
| مدير الرياضة: Davide Bramati ‏, ويلفريد بيترز |                       |                       |

| Team Jayco AlUla JAY                    | Team Jayco AlUla JAY | Team Jayco AlUla JAY |
| --------------------------------------- | -------------------- | -------------------- |
| م                                       | عداء                 | مرتبة                |
| 171                                     | مايكل ماثيوز         | 4                    |
| 172                                     | Davide De Pretto ‏    | 74                   |
| 173                                     | فيليكس إنغلهارت      | 153                  |
| 174                                     | باتريك غامبر         | 155                  |
| 175                                     | ماورو شميد (طريق)    | 32                   |
| 176                                     | جاشا سوتيرلين        | 115                  |
| 177                                     | فيليبو زانا          | 49                   |
| مدير الرياضة: ماثيو هيمان, فاليريو بيفا |                      |                      |

| Team Picnic-PostNL TPP        | Team Picnic-PostNL TPP | Team Picnic-PostNL TPP |
| ----------------------------- | ---------------------- | ---------------------- |
| م                             | عداء                   | مرتبة                  |
| 181                           | جون ديجينكولب          | 64                     |
| 182                           | وارن بارجويل           | 84                     |
| 183                           | رومان كومبو            | 131                    |
| 184                           | شون فلين ‏              | 93                     |
| 185                           | كريس هاميلتون          | 91                     |
| 186                           | Bjoern Koerdt ‏         | 90                     |
| 187                           | Kevin Vermaerke ‏       | 76                     |
| مدير الرياضة: Matthew Winston‏ |                        |                        |

| Team Visma \| Lease a Bike TVL        | Team Visma \| Lease a Bike TVL | Team Visma \| Lease a Bike TVL |
| ------------------------------------- | ------------------------------ | ------------------------------ |
| م                                     | عداء                           | مرتبة                          |
| 191                                   | Olav Kooij ‏                    | 8                              |
| 192                                   | فكتور كامبنارتس                | 87                             |
| 193                                   | دانيال مكلاي                   | 146                            |
| 194                                   | Ben Tulett ‏                    | 16                             |
| 195                                   | أتيلا فالتر (طريق)             | 35                             |
| 196                                   | توش فان دير ساندي              | 145                            |
| 197                                   | Axel Zingle ‏                   | 109                            |
| مدير الرياضة: آدي انجلز, مارتن ينانتس |                                |                                |

| سويس ريسينغ أكادمي ‏ TUD                   | سويس ريسينغ أكادمي ‏ TUD | سويس ريسينغ أكادمي ‏ TUD |
| ----------------------------------------- | ----------------------- | ----------------------- |
| م                                         | عداء                    | مرتبة                   |
| 201                                       | جوليان ألافيليب         | 42                      |
| 202                                       | Marco Brenner ‏ (طريق)   | 127                     |
| 203                                       | ماركو هالر              | 72                      |
| 204                                       | ألكسندر كرايغر          | 165                     |
| 205                                       | Fabian Lienhard ‏        | 133                     |
| 206                                       | ريك بلومرز ‏             | 36                      |
| 207                                       | ماتيو ترينتين           | 9                       |
| مدير الرياضة: ماتيو توساتو, Claudio Cozzi‏ |                         |                         |

| UAE Team Emirates XRG UAD                     | UAE Team Emirates XRG UAD | UAE Team Emirates XRG UAD |
| --------------------------------------------- | ------------------------- | ------------------------- |
| م                                             | عداء                      | مرتبة                     |
| 211                                           | تادي بوجار (طريق)         | 3                         |
| 212                                           | إسحاق ديل تورو ‏           | 13                        |
| 213                                           | فيجارد ستيك لاينجن        | 169                       |
| 214                                           | جوناتان نارفيز (طريق)     | 85                        |
| 215                                           | دومين نوفاك (طريق)        | لم يكمل السباق            |
| 216                                           | Nils Politt ‏              | 134                       |
| 217                                           | تيم فيلانز                | 106                       |
| مدير الرياضة: Andrej Hauptman ‏, ماركو مارزانو |                           |                           |

| أونو-إكس موبيليتي ‏ UXM  | أونو-إكس موبيليتي ‏ UXM      | أونو-إكس موبيليتي ‏ UXM |
| ----------------------- | --------------------------- | ---------------------- |
| م                       | عداء                        | مرتبة                  |
| 221                     | ماغنوس كورت نيلسن           | 6                      |
| 222                     | جوناس إبراهمسين ‏            | 135                    |
| 223                     | Fredrik Dversnes ‏           | 56                     |
| 224                     | ماركوس هويلجارد (طريق)      | 59                     |
| 225                     | Anders Halland Johannessen ‏ | 117                    |
| 226                     | توبياس هالاند يوهانسن       | 39                     |
| 227                     | أندرس سكارسيث               | 122                    |
| مدير الرياضة: جبريل راش |                             |                        |

| VF Group-Bardiani CSF-Faizanè VBF | VF Group-Bardiani CSF-Faizanè VBF | VF Group-Bardiani CSF-Faizanè VBF |
| --------------------------------- | --------------------------------- | --------------------------------- |
| م                                 | عداء                              | مرتبة                             |
| 231                               | Filippo Fiorelli ‏                 | 69                                |
| 232                               | Martin Marcellusi ‏                | 124                               |
| 233                               | Alessio Martinelli ‏               | 113                               |
| 234                               | Luca Paletti ‏                     | 111                               |
| 235                               | Vicente Rojas ‏                    | 77                                |
| 236                               | Manuele Tarozzi ‏                  | 101                               |
| 237                               | Filippo Turconi ‏                  | 161                               |
| مدير الرياضة: أليساندرو دوناتي,   |                                   |                                   |

| XDS Astana Team XAT                            | XDS Astana Team XAT | XDS Astana Team XAT |
| ---------------------------------------------- | ------------------- | ------------------- |
| م                                              | عداء                | مرتبة               |
| 241                                            | ألبرتو بيتول (طريق) | 57                  |
| 242                                            | دافيد باليريني      | 55                  |
| 243                                            | Yevgeniy Fedorov ‏   | 68                  |
| 244                                            | مايك تيونسين        | 11                  |
| 245                                            | دييغو يليسي         | 67                  |
| 246                                            | بيترو فيلاسكو       | 22                  |
| 247                                            | Nicolas Vinokurov ‏  | 143                 |
| مدير الرياضة: Alexandr Shefer ‏, ستيفانو زانيني |                     |                     |

## التصنيف العام النهائي
| التصنيف العام         | التصنيف العام        | التصنيف العام                         | التصنيف العام | التصنيف العام |
| العداء                | العداء               | الفريق                                | الوقت         |               |
| --------------------- | -------------------- | ------------------------------------- | ------------- | ------------- |
| 1                     | ماثيو فان دير بيل    | البيسين فينيكس                        | 6 س 22 د 53 ث |               |
| 2                     | فيليبو غانا          | فريق إنيوس                            | + 0 ث         |               |
| 3                     | تادي بوجار           | فريق الإمارات                         | + 0 ث         |               |
| 4                     | مايكل ماثيوز         | فريق جايكو-العلا                      | + 43 ث        |               |
| 5                     | Kaden Groves ‏        | البيسين فينيكس                        | + 43 ث        |               |
| 6                     | ماغنوس كورت نيلسن    | أونو-إكس موبيليتي ‏                    | + 43 ث        |               |
| 7                     | مادس بيدرسن          | تريك سيغافريدو                        | + 43 ث        |               |
| 8                     | Olav Kooij ‏          | Team Visma \| Lease a Bike            | + 43 ث        |               |
| 9                     | ماتيو ترينتين        | سويس ريسينغ أكادمي ‏                   | + 43 ث        |               |
| 10                    | فرد رايت             | فريق البحرين ميريدا للدراجات الهوائية | + 43 ث        |               |
| 11                    | مايك تيونسين         | فريق آستانا                           | + 43 ث        |               |
| 12                    | كوربين سترونغ        | إسرائيل - بريمير تيك                  | + 43 ث        |               |
| 13                    | إسحاق ديل تورو ‏      | فريق الإمارات                         | + 43 ث        |               |
| 14                    | بينيام جيرماي        | انترمارشي وانتي جوبيرت ماتيرو         | + 43 ث        |               |
| 15                    | اليكس ارانبورو       | كوفيديس                               | + 43 ث        |               |
| 16                    | Ben Tulett ‏          | Team Visma \| Lease a Bike            | + 43 ث        |               |
| 17                    | ميكيل فروليش أونوريه | إي أف إديوكيشن نيبو                   | + 43 ث        |               |
| 18                    | Edoardo Zambanini ‏   | فريق البحرين ميريدا للدراجات الهوائية | + 43 ث        |               |
| 19                    | Maxim Van Gils ‏      | بورا–هانسغروه                         | + 43 ث        |               |
| 20                    | Jon Barrenetxea ‏     | موفيستار                              | + 43 ث        |               |
|                       |                      |                                       |               |               |
| مصدر: ProCyclingStats |                      |                                       |               |               |

## وصلات خارجية
- الموقع الرسمي
- لمحة عن سباق ميلان-سان ريمو 2025 على موقع  ProCyclingStats   (برو  سايكلنج  ستاتس) - إحصاءات  محترفي  الدراجات.

- ميلان-سان ريمو 2025 على موقع إحصائيات الدراجات الإحترافية (الإنجليزية)